# Allemagne 1918
Pour plus de détails, voir Fiche technique et Distribution.
Allemagne 1918 (Der Gewaltfrieden) est un téléfilm allemand en deux parties, réalisé par Bernd Fischerauer et diffusé en 2011.

## Synopsis
À l'automne 1918, après quatre ans de guerre, l'effondrement des alliés de l'Allemagne contraint l'état-major allemand à proposer à l'empereur Guillaume II la signature d'un armistice, pour éviter la rupture du front occidental et une probable invasion de l'Allemagne par ses adversaires. Le film relate les principaux évènements de la révolution qui en découle et la mise en place de la République de Weimar associée à la signature et à la promulgation du Traité de Versailles.

## Fiche technique
- Titre original : Der Gewaltfrieden
- Réalisateur : Bernd Fischerauer
- Scénario : Klaus Gietinger et Bernd Fischerauer
- Pays d'origine : Allemagne
- Langue : allemand
- Durée : 180 minutes
- Date de diffusion :
  -  France : 11 novembre 2011 sur Arte

## Distribution
- Jürgen Tarrach (de) : Friedrich Ebert
- Mathieu Carrière : Ulrich von Brockdorff-Rantzau
- Alexander Held (VF : Edgar Givry) : Wilhelm Groener
- Hans Hohlbein : Matthias Erzberger
- Roland Renner (VF : Pierre Dourlens) : Harry Kessler
- Benjamin Kramme : Benno Wöllke
- Katrin Pollitt : Mutter Wöllke
- Torsten Lennie Münchow : Gustav Noske
- George Meyer-Goll : Philipp Scheidemann
- Christian Hoening (de) (VF : Patrick Préjean) : Erich Ludendorff
- Hans-Michael Rehberg (VF : Bernard Tiphaine) : Walther von Lüttwitz
- Serge Avédikian : Ferdinand Foch